# Моршауэр, Гленн
Гленн Гроув Моршауэр (англ. Glenn Grove Morshower; род. 24 апреля 1959) — американский актёр, наиболее известен по роли секретного агента Аарона Пирса в сериале «24 часа».

## Ранняя жизнь
Моршауэр родился 24 апреля 1959 года в Далласе, Техасе. Его родители рано развелись. Его отчим, Гарри Сидни Морчауэр, был главкомом военно-морского флота. Он был воспитан в еврейской религии, но изменил произношение фамилии для актёрской карьеры. Он взялся за актёрское мастерство в 12 лет в Театральном центре Далласа, и в возрасте 15 лет, он начал делать телевизионные рекламные ролики. В 16 лет, Моршауэр начал свою карьеру в кино, со своей первой ролью в фильме «Drive-In». После окончания средней школы Хиллкрест в 1977 году, Гленн переехал в Голливуд. Он женился на своей школьной возлюбленной Кэролин в 1978 году, и у него двое детей. Он появился в небольших постановках, а также фильмах и телевизионных программах высокого профиля, часто играя персонажей, которые являются военными или членами правоохранительных органов.

## Фильмография

### Кино
| Год  | Название                            | Оригинальное название               | Роль                                         | Примечания |
| ---- | ----------------------------------- | ----------------------------------- | -------------------------------------------- | ---------- |
| 1976 | Drive-In                            | Drive-In                            | Орвилл Хеннигсон                             |            |
| 1984 | Филадельфийский эксперимент         | The Philadelphia Experiment         | механик                                      |            |
| 1989 | Танго и Кэш                         | Tango and Cash                      | коп Филипп                                   |            |
| 1990 | Хроники Вьетнамской войны           | 84C MoPic                           | крэкер                                       |            |
| 1990 | На рассвете                         | By Dawn’s Early Light               | пилот F-18                                   |            |
| 1992 | В осаде                             | Under Siege                         | Энсайн Тейлор                                |            |
| 1993 | Двенадцать ноль одна пополуночи     | 12:01                               | детектив Крайерс                             |            |
| 1994 | Дикая река                          | The River Wild                      | полицейский                                  |            |
| 1994 | Звёздный путь: Поколения            | Star Trek Generations               | Хелмсман                                     |            |
| 1997 | Самолёт президента                  | Air Force One                       | агент Уолтерс                                |            |
| 1998 | Годзилла                            | Godzilla                            | служащий госдепартамента США Кайл Террингтон |            |
| 2001 | Перл-Харбор                         | Pearl Harbor                        | адмирал Уильям Хэлси-мл.                     |            |
| 2001 | Чёрный ястреб                       | Black Hawk Down                     | лт.-полковник Том Мэттьюс                    |            |
| 2002 | Кровавая работа                     | Blood Work                          | капитан                                      |            |
| 2003 | Земное ядро: Бросок в преисподнюю   | The Core                            | агент ФБР                                    |            |
| 2004 | Последний кадр                      | The Last Shot                       | агент Маккэффри                              |            |
| 2005 | Доброй ночи и удачи                 | Good Night, and Good Luck           | полковник Андерсон                           |            |
| 2005 | Заложник                            | Hostage                             | лейтенант Лейфитц                            |            |
| 2005 | Остров                              | The Island                          | медицинский курьер                           |            |
| 2006 | В тылу врага 2: Ось зла             | Behind Enemy Lines II: Axis of Evil | Генри Д. Уилер                               |            |
| 2007 | Трансформеры                        | Transformers                        | полковник Шарп                               |            |
| 2008 | Гризли Парк                         | Grizzly Park                        | рейнджер Боб                                 |            |
| 2009 | Трансформеры: Месть падших          | Transformers: Revenge of the Fallen | генерал Моршауэр                             | [ 5 ]      |
| 2009 | Безумный спецназ                    | The Men Who Stare at Goats          | генерал-майор Холц                           |            |
| 2010 | Безумцы                             | The Crazies                         | разведчик                                    |            |
| 2011 | Трансформеры 3: Тёмная сторона Луны | Transformers: Dark of the Moon      | генерал Моршауэр                             |            |
| 2011 | Люди Икс: Первый класс              | X-Men: First Class                  | полковник Хендри                             |            |
| 2013 | После нашей эры                     | After Earth                         | командир Велан                               |            |
| 2017 | Трансформеры: Последний рыцарь      | Transformers: The Last Knight       | генерал Моршауэр                             |            |
| 2017 | Разлом времени                      | Curvature                           | Томас                                        |            |

### Телевидение
| Год     | Название                           | Оригинальное название          | Роль                    | Примечания                |
| ------- | ---------------------------------- | ------------------------------ | ----------------------- | ------------------------- |
| 1989    | Звёздный путь: Следующее поколение | Star Trek: The Next Generation | Энсин Бёрк              |                           |
| 1993    | Звёздный путь: Следующее поколение | Star Trek: The Next Generation | администратор Ортон     |                           |
| 1995    | Звёздный путь: Вояджер             | Star Trek: Voyager             | страж Мокры             |                           |
| 1998    | Секретные материалы                | The X-Files                    | Аарон Старки            | Эпизод: "All Souls"       |
| 1998    | Тысячелетие                        | Millennium                     | Ричард Гилберт          | Эпизод: "The Time Is Now" |
| 2000–01 | C.S.I.: Место преступления         | CSI: Crime Scene Investigation | шериф Брайан Мобли      |                           |
| 2001–02 | Западное крыло                     | The West Wing                  | Майк Кайслер            |                           |
| 2001–09 | 24 часа                            | 24                             | агент Аарон Пирс        |                           |
| 2004    | Звёздный путь: Энтерпрайз          | Star Trek: Enterprise          | шериф Макреди           |                           |
| 2004    | День катастрофы                    | Category 6: Day of Destruction | пилот 747               |                           |
| 2005    | Зачарованные                       | Charmed                        | агент Кейс              |                           |
| 2007    | Огни ночной пятницы                | Friday Night Lights            | мистер Кларк            |                           |
| 2009    | Мыслить как преступник             | Criminal Minds                 | лейтенант Кевин Митчелл |                           |
| 2010    | Обмани меня                        | Lie to Me                      | полковник Горман        |                           |
| 2010    | Закон и порядок                    | Law & Order                    | капитан полиции         |                           |
| 2012    | Даллас                             | Dallas                         | Лу                      |                           |
| 2012    | Морская полиция: Лос-Анджелес      | NCIS: Los Angeles              | Брайан Адамс            |                           |
| 2013    | Революция                          | Revolution                     | Дэн                     |                           |
| 2014    | Агенты «Щ.И.Т.»                    | Agents of S.H.I.E.L.D.         | генерал Джейкобс        |                           |
| 2015    | Родословная                        | Bloodline                      | Уэйн Лоури              |                           |
| 2015–16 | Супергёрл                          | Supergirl                      | генерал Сэм Лейн        |                           |
| 2017    | Проповедник                        | Preacher                       | проповедник Майк        | Эпизод: "On the Road"     |